# Commandant Birot
«Командир Биро» (фр. Commandant Birot) — авизо типа A69 («Д’Эстьен д’Орв») ВМС Франции. Порт приписки — Пессак.

## История
Авизо носит имя Рожера Биро, кавалера награды Compagnon de la Libération, командира корвета «Мимоза», с которым он пошёл ко дну, когда был потоплен немецкой подводной лодкой в ночь с 8 на 9 июня 1942. Соответственно изначально основное предназначение этого авизо является борьба с подводными лодками в прибрежных районах. Корабль также выполняет другие задачи, такие как поддержка подводных сил, наблюдение за подходами к морю, служба спасения и морская полиция, а также обучение в море. В 2018 получил квалификацию морского патрульного судна. Во Франции экипаж судна известен несколькими успешными операциями по аресту контрабандных суден и изъятию большого количества каннабиса.